# Mariluz
Mariluz ist ein brasilianisches Munizip im Nordwesten des Bundesstaats Paraná. Es hat 9.847 Einwohner (2022), die sich Mariluzenser nennen. Seine Fläche beträgt 433 km². Es liegt 442 Meter über dem Meeresspiegel.

## Etymologie
Der Name des Ortes stammt von der Firma Colonizadora Mariluz, die den Siedlungskern gegründet hat. Damit wollte man die Pioniere ehren, von denen die meisten aus der Stadt Marília im Bundesstaat São Paulo stammten.

## Geschichte

### Besiedlung

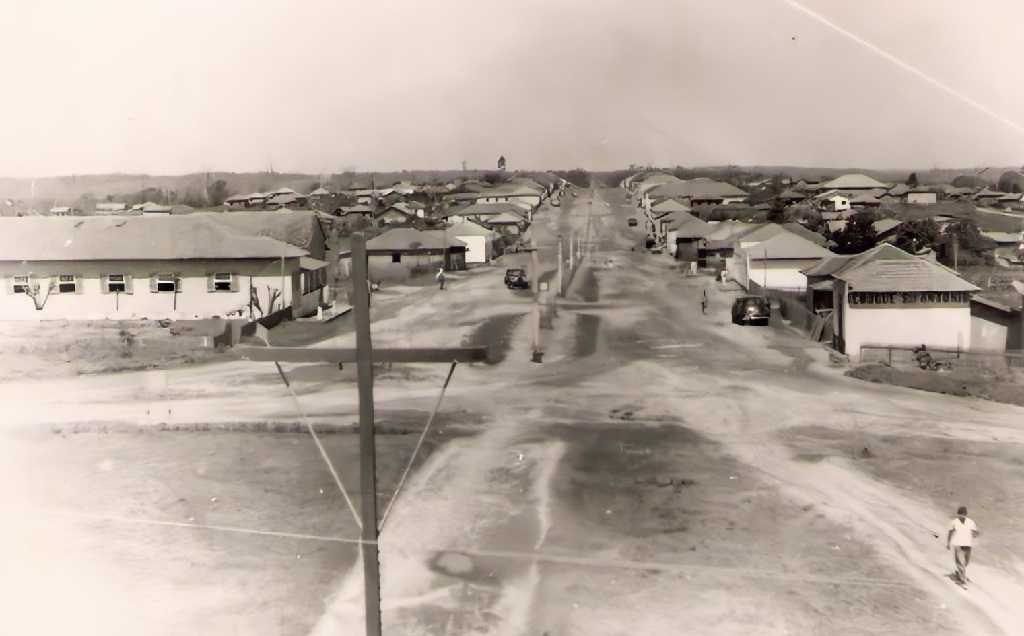
Die Anfänge von Mariluz (1950)

Um 1953 gründeten Francisco Antônio da Silva und José Alfredo de Almeida, beide aus Marília, die Colonizadora Mariluz. Sie verfolgten die Absicht, ein Munizip zu gründen. Nach der Vermessung von Parzellen begann das Unternehmen mit dem Verkauf an Leute aus Marília, die Kaffee anbauen wollten. Die fruchtbaren Böden und die sukzessive Steigerung der Gewinne aus dem Kaffeeanbau ermöglichten ein rasches Wachstum des ursprünglichen Stadtkerns.
Dies veranlasste viele Menschen aus ganz Brasilien (vor allem aus São Paulo, Ceará, Pernambuco und Bahia), Land zu kaufen oder nach Arbeit zu suchen. Neben den Brasilianern kamen auch Menschen aus Italien, Deutschland, Portugal, Japan und anderen Ländern. 

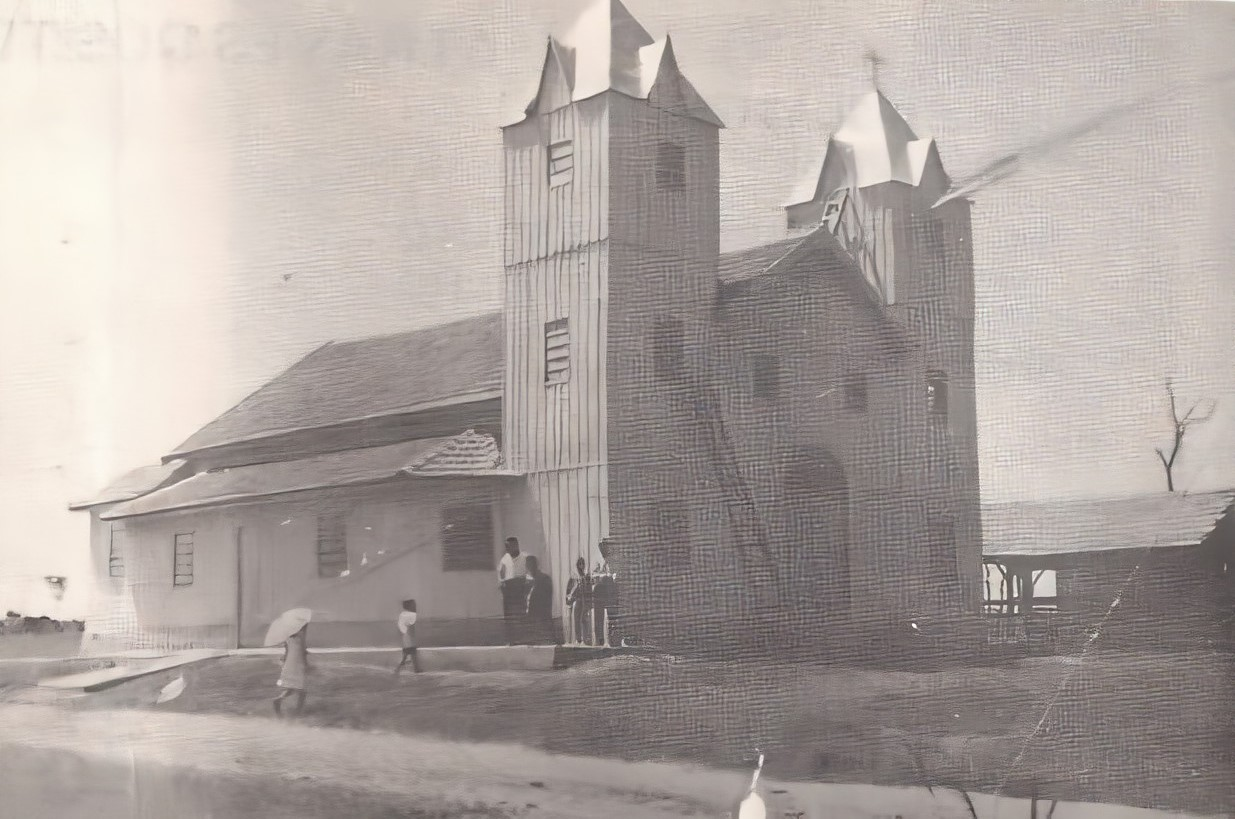
Pfarrkirche Santo Antônio1960

Am 6. August 1956 feierte Fr. Gaspar von der Pfarrei Cruzeiro do Oeste die erste Messe in der Gemeinde.
Im Jahr 1975 kam es in den frühen Morgenstunden des 18. Juli zu einem klimatischen Phänomen, der so genannten Geada Negra (Schwarzer Frost), der fast das gesamte Gebiet von Paraná erfasste und die Kaffeeplantagen dezimierte. Dies hatte schwerwiegende Folgen für die Wirtschaft der Gemeinde und des gesamten Bundesstaates.
Die Kleinerzeuger standen vor dem Bankrott und waren gezwungen, ihr Land an Landwirte zu verkaufen, die große Flächen besaßen und mit dem Anbau von Baumwolle und Sojabohnen sowie der Viehzucht begannen.
Mariluz verlor seine Position als Kaffeeproduzent und hatte kein angemessenes städtisches Wachstum für seinen Lebensunterhalt entwickelt.

### Erhebung zum Munizip
Mariluz wurde durch das Staatsgesetz Nr. 4.788 vom 29. November 1963 aus Goiôerê ausgegliedert und in den Rang eines Munizips erhoben. Es wurde am 14. Dezember 1964 als Munizip installiert.

## Geografie

### Fläche und Lage
Mariluz liegt auf dem Terceiro Planalto Paranaense (der Dritten oder Guarapuava-Hochebene von Paraná). Seine Fläche beträgt 433 km². Es liegt auf einer Höhe von 442 Metern.

### Vegetation
Das Biom von Mariluz ist Mata Atlântica.

### Klima
Das Klima ist gemäßigt warm. Es werden hohe Niederschlagsmengen verzeichnet (1704 mm pro Jahr). Im Jahresdurchschnitt liegt die Temperatur bei 22,3 °C. Die Klimaklassifikation nach Köppen und Geiger lautet Cfa.

### Gewässer
Mariluz liegt im Einzugsgebiet des Rio Piquiri. Dieser begrenzt zusammen mit seinem rechten Nebenfluss Ribeirão Água Branca das Munizip im Süden. Der Rio Goioerê bildet die nördliche und westliche Grenze des Munizip.

### Straßen
Mariluz ist über die  ist über die PR-468 mit Umuarama im Nordwesten und Goioerê im Südosten verbunden.

### Nachbarmunizipien
| Umuarama                 | Cruzeiro do Oeste                           |               |
| Perobal und Alto Piquiri | Kompassrose, die auf Nachbargemeinden zeigt | Moreira Sales |
| Formosa do Oeste         |                                             |               |

## Stadtverwaltung
Bürgermeister: Paulo Armando da Silva Alves, PSL (2021–2024)
Vizebürgermeisterin: Izabel Cristina Alves, PSL (2021–2024)

## Demografie

### Bevölkerungsentwicklung
| Jahr | Einwohner | Stadt | Land |
| ---- | --------- | ----- | ---- |
| 1970 | 23.082    | 24 %  | 76 % |
| 1980 | 13.448    | 57 %  | 43 % |
| 1991 | 11.053    | 75 %  | 25 % |
| 2000 | 10.296    | 80 %  | 20 % |
| 2010 | 10.224    | 83 %  | 17 % |
| 2022 | 9.847     |       |      |

Quelle: IBGE, bis 2010: Volkszählungen und Volkszählung 2022

### Ethnische Zusammensetzung
| Gruppe * | 1991    | 2000    | 2010    | wer sich als …                                                                   |
| --- | ------- | ------- | ------- | -------------------------------------------------------------------------------- |
| Weiße | 49,8 %  | 54,7 %  | 49,2 %  | weiß bezeichnet                                                                  |
| Schwarze | 2,3 %   | 4,8 %   | 4,2 %   | schwarz bezeichnet                                                               |
| Gelbe | 1,0 %   | 1,2 %   | 1,0 %   | von fernöstlicher Herkunft wie japanisch, chinesisch, koreanisch etc. bezeichnet |
| Braune | 46,8 %  | 38,8 %  | 45,6 %  | braun oder als Mischung aus mehreren Gruppen bezeichnet                          |
| Indigene | 0,0 %   | 0,2 %   | 0,0 %   | Ureinwohner oder Indio bezeichnet                                                |
| ohne Angabe | 0,0 %   | 0,3 %   | 0,0 %   |                                                                                  |
| Gesamt | 100,0 % | 100,0 % | 100,0 % |                                                                                  |
| *) Das IBGE verwendet für Volkszählungen ausschließlich diese fünf Gruppen. Es verzichtet bewusst auf Erläuterungen. Die Zugehörigkeit wird vom Einwohner selbst festgelegt. |         |         |         |                                                                                  |

Quelle: IBGE (Stand: 1991, 2000 und 2010)